# 竹山逸郎
竹山 逸郎（たけやま いつろう、1918年10月5日 - 1984年4月4日、本名：竹山 逸平）は、昭和20年代に活躍した日本の歌手である。代表曲は「泪の乾杯」、「異国の丘」など。

## 生涯
静岡県浜松市出身。浜松第一中学校を経て慶應義塾大学法学部に進学。大学在学中から歌好きが高じてコーラス部に所属。卒業後は日本火災海上（現：損害保険ジャパン）に就職するも、歌手になる夢が捨てきれず、1943年に日本ビクターから歌手デビューする。
ヒットに恵まれたのは戦後になってからで、1947年に平野愛子の「港が見える丘」のB面だった「泪の乾杯」をはじめ、藤原亮子とデュエットした「誰か夢なき」、1948年に作曲家・吉田正の出世作となり、復員兵の中村耕造とデュエットした「異国の丘」、1949年に再び藤原亮子とデュエットした「月よりの使者」、「熱き泪を」、「流れの船唄」が相次いでヒットとなった。
しかし、数多く竹山の歌を作曲し、竹山の良き理解者であった東辰三が1950年に急死してからはヒットに恵まれず、キング、テイチク、マーキュリーと移る。テイチク移籍時に、同じくビクターから移籍した平野愛子と結婚するも後に離婚。晩年は学習塾を経営していたが1984年4月4日午後4時30分、中野区内の病院にて肝機能障害により65歳で死去。葬儀は4月8日に練馬区内の教会で営まれ芸能関係者やファンなど数多くの人達が参列した。酒豪であり、また大変な麻雀好きで知られ、竹を割ったような性格の人物だったという。

## 主なヒット曲
- 「泪の乾杯」（1947年4月、作曲：東辰三、作詞：東辰三）
- 「誰か夢なき」（1947年8月、作曲：清水保雄、作詞：佐伯孝夫）共唱：藤原亮子
- 「異国の丘」（1948年10月、作曲：吉田正、作詞：増田幸治、補作詞：佐伯孝夫）
- 「月よりの使者」（1949年2月、作曲：佐々木俊一、作詞：佐伯孝夫）共唱：藤原亮子
- 「熱き泪を」（1949年6月、作曲：東辰三、作詞：吉川静夫）
- 「大江戸七変化」（1949年6月、作曲：清水保雄、作詞：佐伯孝夫）共唱：榎本美佐江
- 「流れの船唄」（1949年9月、作曲：吉田正、作詞：吉川静夫）
- 「別れの夜汽車」（1949年12月、作曲：佐々木俊一、作詞：佐伯孝夫）
- 「国境のバラライカ」（1950年4月、作曲：松井八郎、作詞：吉川静夫）
- 「旅路の果ての港町」（1951年8月、作曲：清水保雄、作詞：坂口淳）
- 「かいなき恋」（1954年、作曲：吉田矢健治、作詞：高橋鞠太郎）

## NHK紅白歌合戦出場歴
| 年度/放送回              | 曲目         | 対戦相手   |
| ------------------------ | ------------ | ---------- |
| 1952年（昭和27年）/第2回 | 愛染橋く雨   | 菅原都々子 |
| 1953年（昭和28年）/第3回 | こころの旅路 | 菊池章子   |
| 1953年（昭和28年）/第4回 | 流れの舟唄   | 小唄勝太郎 |

## テレビドラマ出演
- 戦友 第17話「望郷の歌」（1964年、NET）